# Kwas choryzmowy
Kwas choryzmowy – organiczny związek chemiczny z grupy kwasów dikarboksylowych. Odkryty w trakcie badań nad Enterobacter aerogenes. Uczestniczy w biosyntezie aminokwasów aromatycznych poprzez szlak kwasu szikimowego u bakterii, grzybów i roślin wyższych.

szikimian → szikimo-3-fosforan → 5-enolopirogronianoszikimo-3-fosforan

5-enolopirogronianoszikimo-3-fosforan → choryzmian